# ロンドン地下鉄に潜む動物たち
ロンドン地下鉄に潜む動物たち（英語：Animals on the Underground）は、1987年にポール・ミドルウィックによって作成された、ロンドン地下鉄路線図上の路線、駅、乗換駅の記号だけで描かれた20以上の動物たちのコレクションである。2003年、そのコンセプトは広告代理店マッキャン・エリクソンによってポスター・キャンペーンで使用された。それらはまた、ロンドンのテレビ番組やデイリー・メール紙、ガーディアン紙を含む世界中の報道記事でも紹介された。
動物福祉国際基金（IFAW）は、2008年4月のロンドン地下鉄のポスター・キャンペーンに資金協力した。ポスターでは
カナダでのアザラシ猟  象牙貿易、 捕鯨への注目を集めるために、アザラシ、象、クジラのイメージが使用された。
その動物たちはまた、ロンドンの行政新聞に幾度となく掲載され、さらに世界中のブログ・サイトでしばしば取り上げられている。そのコンセプトとイメージの著作権は保護されており、ロンドン地下鉄路線図とそのシンボル、書体をライセンスの下使用している。

## 2009年時点の動物リスト
コウモリ（Bat）、猫（Cat）、犬（Dog）、ニワトリ（Cockerel）、象（Elephant）、エミュー（Emu）、魚（Fish）、フラミンゴ（Flamingo）、タカ（Hawk）、猟犬（Hound）、アカライチョウ（Moorhen）、雄牛（Ox）、ペンギン（Penguin）、豚（Pig）、飛んでいるハト（Pigeon (flying)）、ホッキョクグマ（Polar Bear）、猟犬の子犬（Puppy Hound）、子犬（Puppy Dog）、カラス（Raven）、サイの赤ちゃん（Rhino (baby)）、アザラシ（Seal）、カタツムリ（Snail）、鹿（Stag）、カメ（Tortoise）、オオハシ（Toucan）、海ガメ（Turtle）、ワラビー（Wallaby）、トックリクジラ（Whale (bottlenose)）、マッコウクジラ（Whale (sperm)）、ウォンバット（Wombat）、キツツキ（Woodpecker）
全38種類すべてがロンドン地下鉄路線図の同じ版を使用している。